# 德里到都柏林

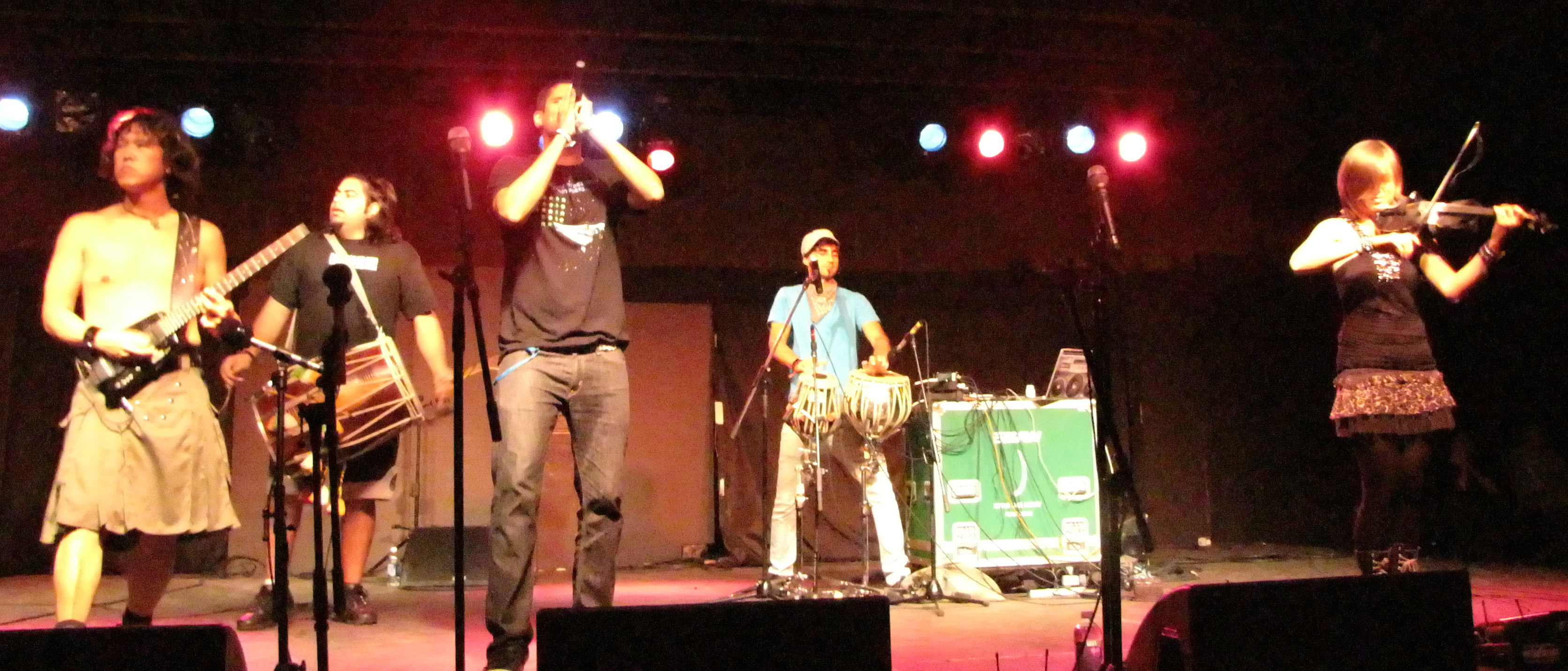

德里到都柏林（英語：Delhi 2 Dublin，简称 D2D）是加拿大温哥华的一支乐风主要融合巴恩格拉和凯尔特音乐的世界音乐乐团。

## 历史
德里到都柏林在2006年3月16日于温哥华凯尔特音乐节组团。后来他们为渥太华的国会山举行的加拿大日演唱会做开幕演唱。从2008年以来德里到都柏林在加拿大各地做巡回演唱，包括温哥华、多伦多、渥太华、蒙特利尔等城市。2009年8月20日还举办第一次北美洲以外的巡回演唱会于台湾。
第一同名专辑发行于2007年12月，而在加拿大世界音乐排行榜达到了第三位。2008年11月出了第二张专辑，以混合音乐为主，此专辑在加拿大的CHARTattack世界音乐排行榜达到了第一位。